# حديقة لاسين البركانية الوطنية
حديقة لاسين البركانية الوطنية (بالإنجليزية: Lassen Volcanic National Park) هي حديقة وطنية أمريكية تقع في شمال شرق كاليفورنيا. السمة الغالبة في المنتزه هي قمة لاسين حيث تقع أكبر قبة حمم بركانية في العالم أقصى جنوب سلسلة جبال كاسكيد. تعد الحديقة واحدة من المناطق القليلة في العالم حيث يمكن العثور فيها على جميع أنواع البراكين الأربعة البركان الدرعي، القبة البركانية، البركان المخروطي، والبركان الطبقي.
يأتي مصدر حرارة البراكين في منطقة لاسين من انغماس صفيحة غوردا تحت صفيحة أمريكا الشمالية قبالة ساحل شمال كاليفورنيا. لا تزال المنطقة المحيطة بقمة لاسين نشطة مع انتشار الأوعية الطينية والدخانات والينابيع الساخنة.
بدأت حديقة لاسين البركانية الوطنية كموقعين وطنيين منفصلين حددهما الرئيس ثيودور روزفلت في عام 1907، وهما نصب سيندر كون التذكاري الوطني ونصب قمة لاسين الوطني. بين عامي 1914 و1917 حدثت سلسلة من الانفجارات البركانية الصغيرة والكبرى في قمة بركان لاسين. بسبب النشاط البركاني تشكل جمال صارخ للمنطقة، حُدد قمة لاسين ونصب سيندر كون والمنطقة المحيطة منتزهًا وطنيًا موحدًا في 9 أغسطس 1916.

## أنظر أيضًا
- حديقة هوت سبرينغس الوطنية
- حديقة دراي تورتوغاس الوطنية
- حديقة الجزيرة الملكية الوطنية
- حديقة ومحمية جريت ساند ديونز الوطنية
- حديقة فوياجرز الوطنية